# Leivonmäki nationalpark
Leivonmäki nationalpark (finska Leivonmäen kansallispuisto) är en nationalpark i Mellersta Finland. Den inrättades 2003 och omfattar ungefär 30 kvadratkilometer. Den ersatte därmed det tidigare naturskyddsområdet Haapasuo-Syysniemi som inrättades 1991.
Kännetecknande för nationalparken är myrar, skogsstränder och åsskogar. Den stora myren Haapasuo är tämligen opåverkad av människan och har torvlager på upp till sex meters djup.
Nationalparken består av två delar som skiljs åt av den karga sjön Rutajärvi.

## Galleri

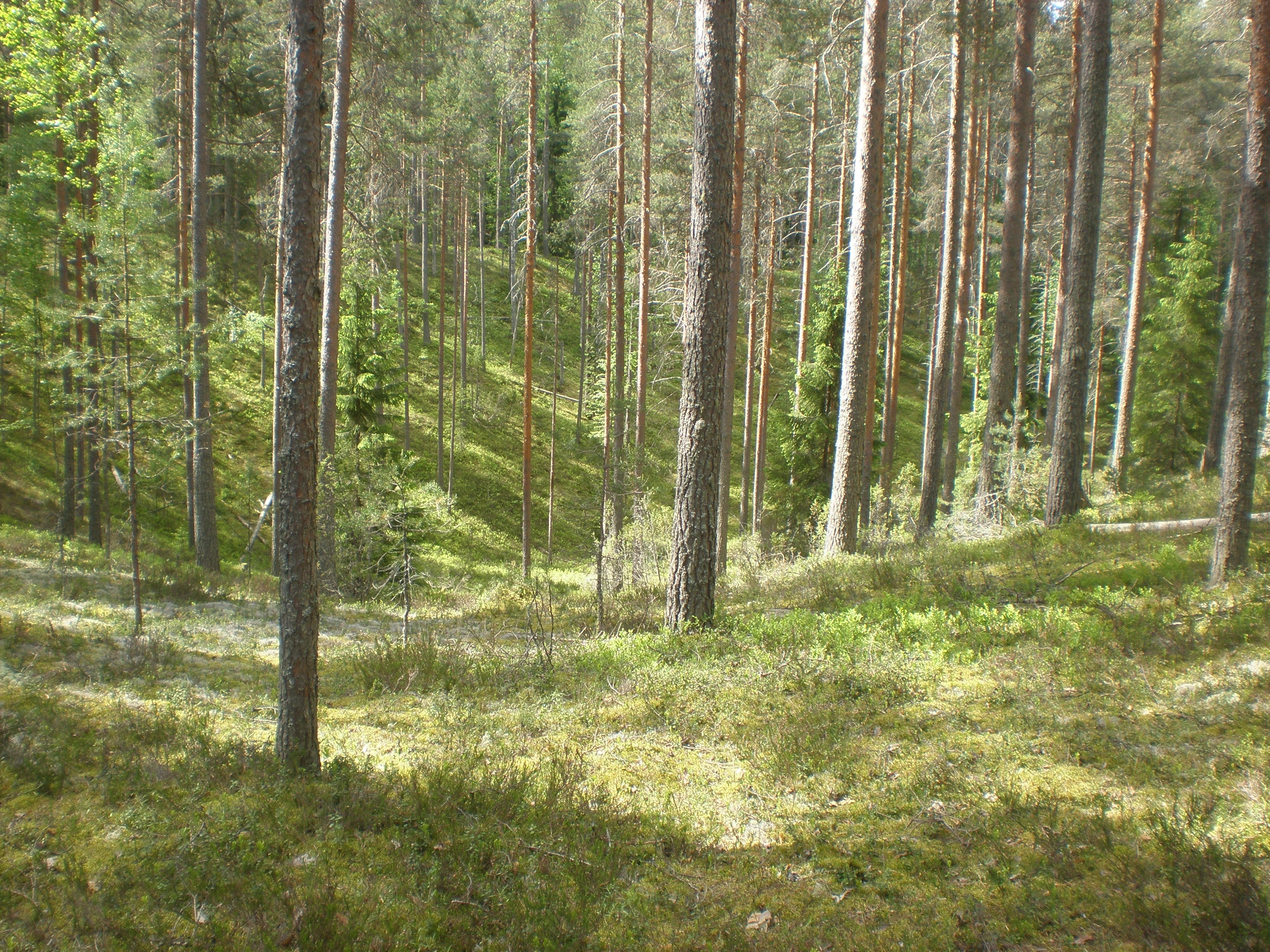
Skog i nationalparken norra del, Syysniemi
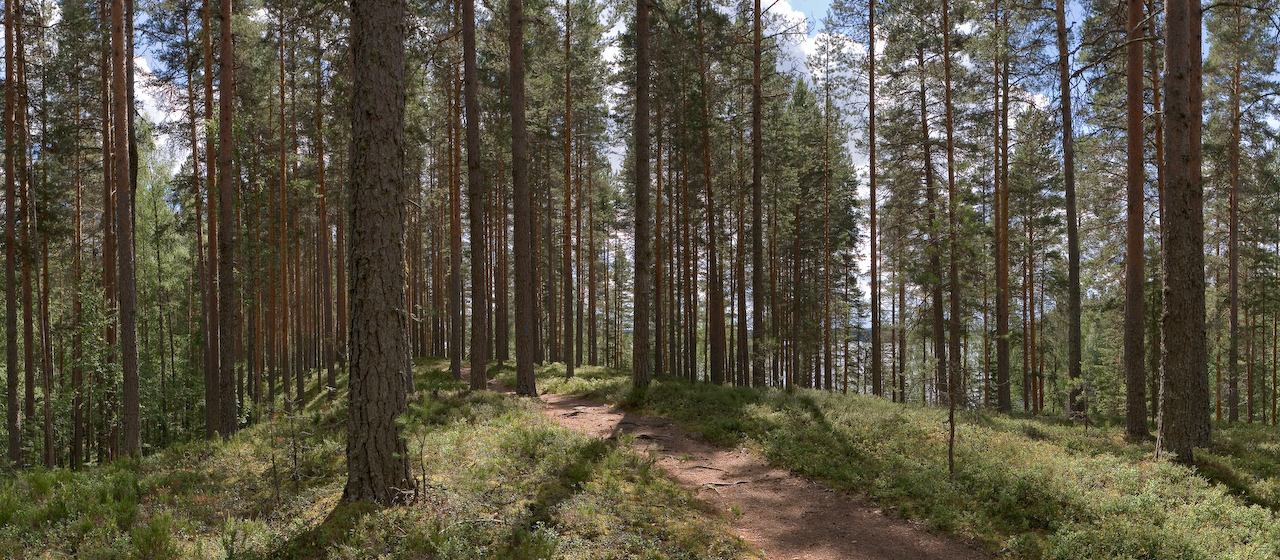
Ännu en skogsbild från Syysniemi
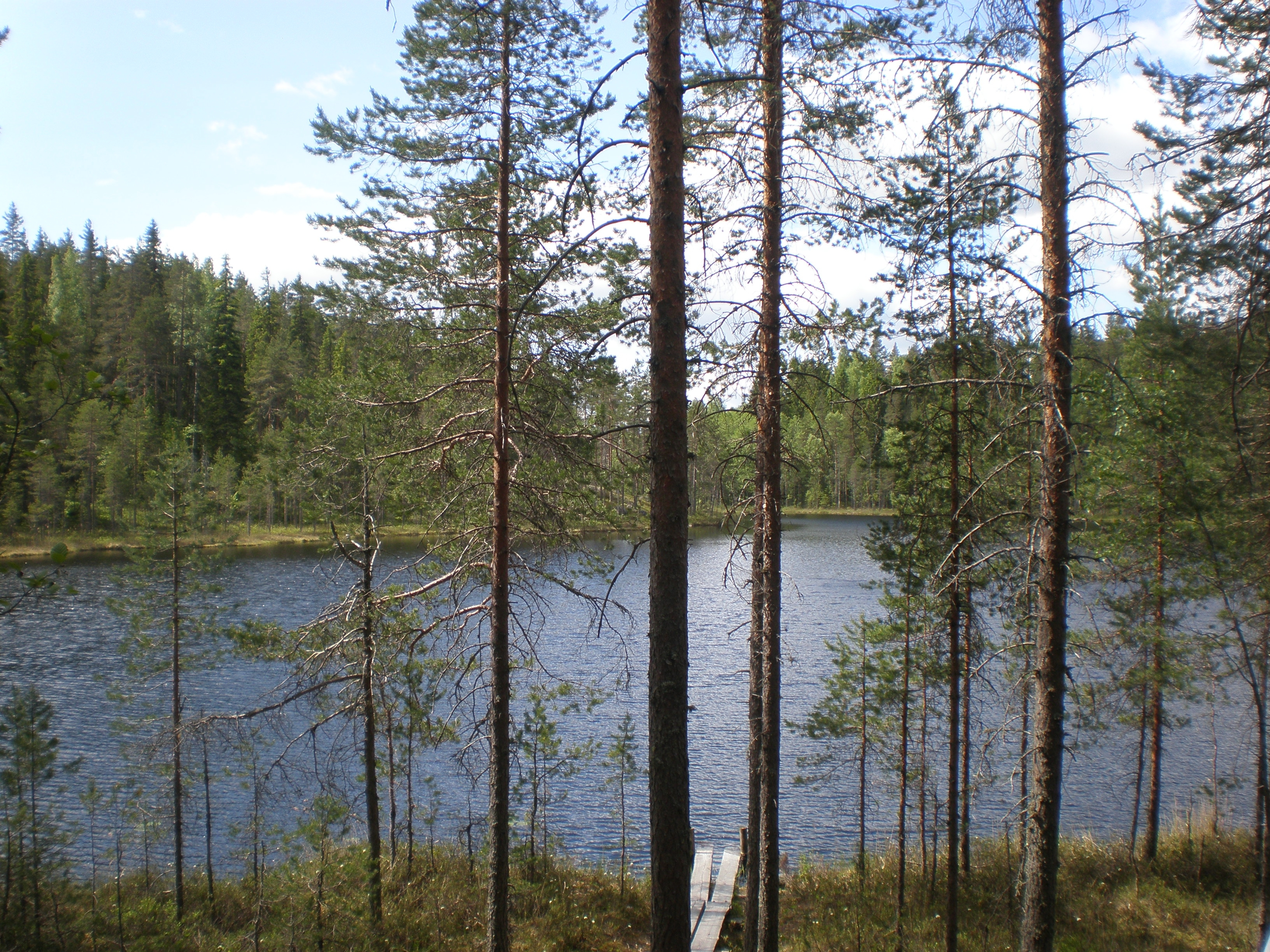
Sjön Soimalampi
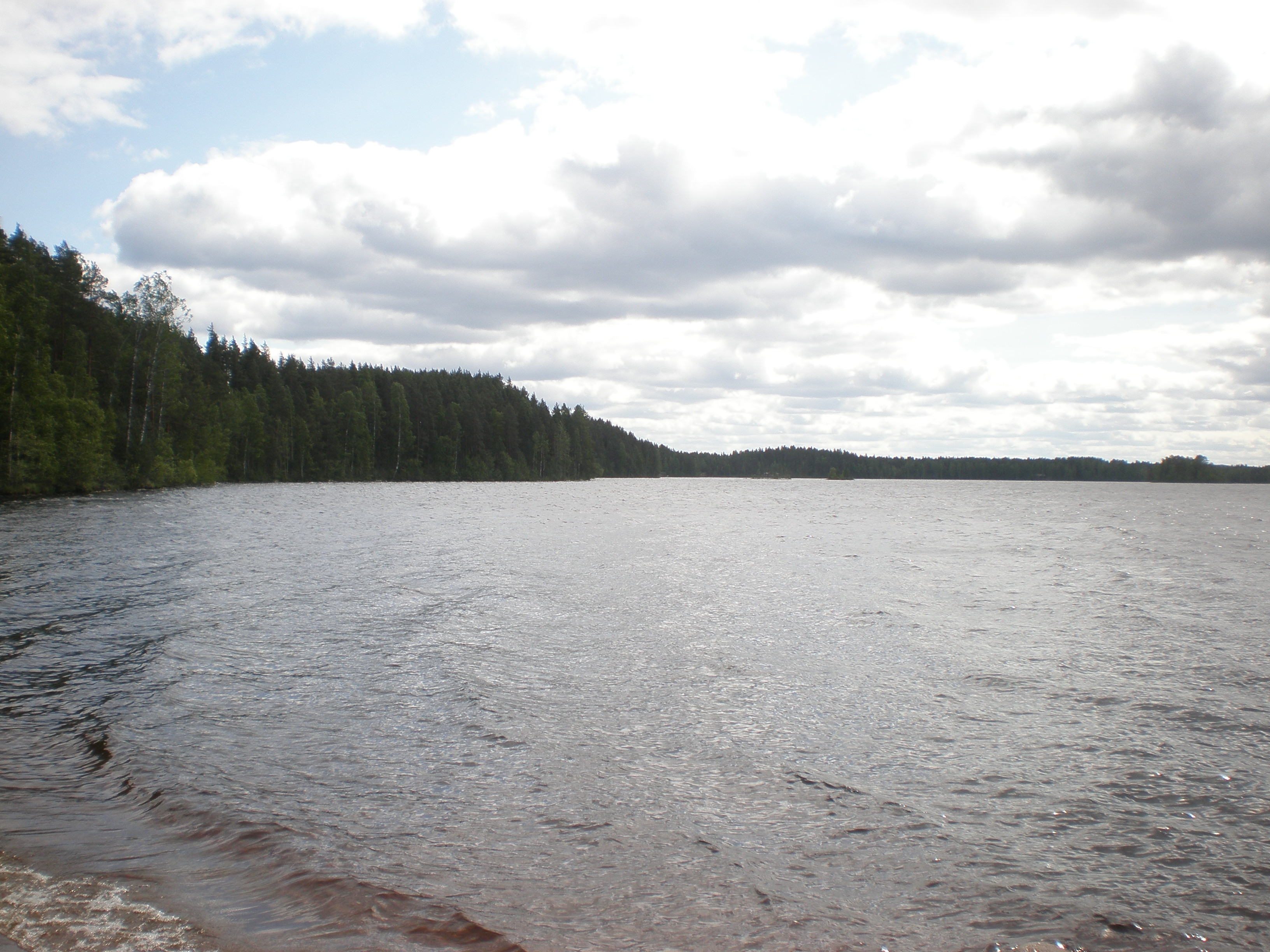
Sjön Rutajärvi